# Hiram Bingham I
Hiram Bingham (Bennington, 30 ottobre 1789 – New Haven, 11 novembre 1869) è stato un missionario statunitense, noto per essere stato fra i primi missionari protestanti a evangelizzare le Hawaii.

## Biografia
Hiram Bingham, chiamato in seguito Hiram Bingham I per distinguerlo dal suo figlio Hiram Bingham II, fu il leader del primo gruppo di missionari protestanti a diffondere il cristianesimo nelle Hawaii, chiamate allora isole Sandwich. Era originario della Nuova Inghilterra ed era nato nel Vermont. Frequentò il Middlebury College e l'Andover Theological Seminary.
Dovendo sposarsi per esercitare il proprio sacerdozio, Bingham contrasse matrimonio con Sybil Moseley, e il 23 ottobre 1819 la giovane coppia si imbarcò da Boston sul Thaddeus, accompagnati da Asa e Lucy Goodale Thurston, per dirigere la missione nelle isole Sandwich, per l'American Board of Commissioners for Foreign Missions.